# Claus Clausen
Pour les articles homonymes, voir Clausen (homonymie).
Claus Clausen, né à Eisenach le 15 août 1899 et mort à Essen le 25 novembre 1989, est un acteur de théâtre et de cinéma allemand. Il est le fils de l'écrivain et officier prussien Ernst Clausen (1861-1912).

## Biographie
Après avoir été soldat à la fin de la Grande guerre, Claus Clausen passe son baccalauréat (Abitur) et débute en 1920 au Nationaltheater de Weimar, puis est engagé à Gera en 1924 et à Zurich en 1927. Il joue ensuite au Théâtre du Peuple à Berlin et en 1930 au nouveau Schauspielhaus de Königsberg.
C'est en 1930 qu'il interprète son premier rôle au cinéma, un lieutenant, dans Westfront 1918 (en français : Quatre de l'infanterie) de Georg Wilhelm Pabst. Ce film, jugé comme pacifiste, sera interdit à partir de 1933. Clausen retourne au théâtre à Berlin, où il joue au Deutsches Theater jusqu'en 1938, puis au Staatsttheater jusqu'en 1944 et ensuite au Théâtre Schiller. Il se lance aussi dans la mise en scène à partir de 1949, notamment au Théâtre Hebbel de Berlin, et dans de nombreux théâtres d'Allemagne de l'Ouest.

## Filmographie partielle
- 1930 : Quatre de l'infanterie de Georg Wilhelm Pabst : le lieutenant
- 1930 : Cyankali (de) de Hans Tintner (de)
- 1930 : Scandale autour d'Éva de Georg Wilhelm Pabst avec Henny Porten : Schlotterbeck
- 1931 : Montagnes en flammes de Karl Hartl et Luis Trenker : le lieutenant Kall
- 1933 : Le Jeune Hitlérien Quex de Hans Steinhoff : Kass
- 1935 : Les Deux Rois (Der alte und der junge König), à propos de Frédéric le Grand dans sa jeunesse : le lieutenant von Katte
- 1940 : Ein Robinson d'Arnold Fanck : Fritz Grothe
- 1940 : Der Feuerteufel (Le Diable de feu) de Luis Trenker : le major Ferdinand von Schill
- 1941 : Mein Leben für Irland (Ma vie pour l'Irlande) de Max W. Kimmich : Patrick Pollock
- 1942 : Le Grand Roi de Veit Harlan : le prince Henri
- 1944 : La parole est à la défense (Der Verteidiger hat das Wort)
- 1945 : Kolberg de Veit Harlan : Frédéric-Guillaume III de Prusse
- 1952 : The Devil Makes Three
- 1955 : Le Trompette (Der Cornet - Die Weise von Liebe und Tod) : le général-comte Spork
- 1965 : Der 30. Januar 1945
- 1968 : Bel Ami, d'après Maupassant